# Melanie Hoffmann
Melanie Hoffmann, född den 29 november 1974 i Haan i Tyskland, är en tysk fotbollsspelare. Vid fotbollsturneringen under OS 2000 i Sydney deltog hon i det tyska lag som tog brons. 